# Стовповой, Анатолий Никифорович
Анатолий Никифорович Стовповой (1912 — 6 июня 1971 г.) — советский инженер, конструктор-механик, лауреат Ленинской премии.
Окончил Днепропетровский металлургический институт в 1933 году. В 1934—1956 годах работал на различных предприятиях, связанных с металлоконструкциями. Участник и руководитель строительства 18 доменных печей на Украине. Член ВКП(б) с 1948 года. С 1956 года управляющий трестом «Металлургмонтаж» (Киев).

## Награды
- Ленинская премия 1959 года — за коренные усовершенствования методов строительства доменных печей в СССР;
- Заслуженный строитель Украинской ССР.